# الدوري التشيلي لكرة القدم 1947
الدوري التشيلي لكرة القدم 1947 (بالإسبانية: Primera División de Chile 1947)‏ هو الموسم 15 من الدوري التشيلي لكرة القدم. كان عدد الأندية المشاركة فيه 13، وفاز فيه كولو-كولو.